# Маккензи, Джон
Джон Альберт Маккензи (англ. John Albert McKenzie; 12 декабря 1937, Хай-Ривер, Альберта — 8 июня 2018 или 9 июня 2018) — канадский хоккеист, правый нападающий, выступавший на профессиональном уровне в период 1958—1979 годов. Играл в Национальной хоккейной лиге за такие клубы как «Чикаго Блэкхокс», «Детройт Ред Уингз», «Нью-Йорк Рейнджерс» и «Бостон Брюинз». Двукратный обладатель Кубка Стэнли в составе «Брюинз».

## Биография
Джон Маккензи родился 12 декабря 1937 года в небольшом городке Хай-Ривер провинции Альберта, Канада.
Выступал в различных юниорских лигах Канады начиная с 1953 года, в частности представлял такие клубы как «Калгари Стампидерс» и «Сент-Катаринс Типис» в Западной хоккейной лиге и юниорской Хоккейной лиге Онтарио. В 1958 году был лучшим игроком лиги по количеству заброшенных шайб и количеству набранных очков.
Дебютировал в Национальной хоккейной лиге в сезоне 1958/59 в составе американского клуба «Чикаго Блэкхокс». Затем перешёл в «Детройт Ред Уингз» и провёл ещё два сезона в НХЛ.
Ему не удалось сразу закрепиться в основных составах сильнейших клубов, и в начале 1960-х годов Маккензи выступал преимущественно во второстепенной Американской хоккейной лиге, представляя команды «Херши Беарс» и «Буффало Байзонс». Здесь он добился некоторых успехов, в 1963 году вошёл в первый состав символической сборной всех звёзд лиги.
В сезоне 1963/64 вновь заиграл в НХЛ, вернувшись в «Чикаго Блэкхокс» и проведя в команде два года.
В сезоне 1965/66 перешёл в «Нью-Йорк Рейнджерс», отыграл за клуб половину регулярного сезона, после чего в результате проведённого обмена оказался в «Бостон Брюинз».
Именно с «Бостоном» связаны основные достижения Маккензи в хоккее. Он быстро набрал популярность в сезоне 1967/68, забросив 28 шайб и получив репутацию матёрого неуступчивого игрока. В двух последующих сезонах он забил по 29 голов, избирался во вторую команду всех звёзд. На стадии плей-офф в четырнадцати играх набрал 17 очков, став по этому показателю четвёртым в своей команде — пропустил вперёд только Бобби Орра, Фила Эспозито и Джонни Буцика. В общей сложности в течение семи лет Маккензи забросил в составе «Брюинз» 169 шайб, а в 1970 и 1972 годах участвовал в матчах всех звёзд НХЛ и помог команде завоевать Кубок Стэнли.
Летом 1972 года Джон Маккензи перешёл в новообразованный клуб «Филадельфия Блэйзерс» новообразованной лиги Всемирная хоккейная ассоциация, где исполнял роль играющего тренера. Из тринадцати первых матчей команда сумела выиграть только два, тогда как в одиннадцати потерпела поражение, и в связи с этим Маккензи решил уступить должность тренера более опытному в этом плане Филу Уотсону. В дальнейшем представлял такие клубы как «Миннесота Файтин Сэйнтс», «Цинциннати Стингерс» и «Нью-Инглэнд Уэйлерс». Номер 19, под которым он выступал в «Уэйлерс», позже был выведен из обращения.
В 1974 году призывался в состав канадской национальной сборной для участия в матчах Суперсерии со сборной СССР.
Когда в 1979 году Всемирная хоккейная ассоциация прекратила своё существование, Маккензи принял решение завершить карьеру профессионального хоккеиста.
Впоследствии занимался тренерской деятельностью, был наставником нескольких студенческих команд, в том числе в 2007 году получил должность главного тренера хоккейной команды Музыкального колледжа Беркли в Бостоне. Неоднократно принимал участие в трансляциях матчей НХЛ в качестве комментатора.
В 2010 году одним из первых был введён в созданный Зал славы Всемирной хоккейной ассоциации в категории «Легенда».
Умер в результате продолжительной болезни 9 июня 2018 года у себя дома в Уэйкфилде, штат Массачусетс, в возрасте 80 лет.